# گشتاور دندانه‌ای
گشتاور دندانه‌ای موتورهای الکتریکی گشتاوری است که به علت اثر متقابل نیروی مغناطیسی دائمی روتور و شکافهای آهنرباهای دائمی استاتور در ماشین پدیدار می‌شود. این گشتاور همچنین به عنوان "Detent" (شیطانک) گشتاور بدون جریان شناخته می‌شود. این گشتاور وابسته به موقعیت است و به صورت دوره‌ای تولید می‌شود که بستگی به تعداد قطبها یا دندانه‌های استاتور دارد.
گشتاور دندانه‌ای به عنوان مؤلفه نامطلوب در هنگام استفاده از موتور محسوب می‌شود. مخصوصاً در سرعتهای پایین حالتی مشابه تشنج و لرزش نامنظم به موتور دست می‌دهد. این گشتاور می‌تواند باعث نوسان در سرعت چرخش موتور نیز بشود اگرچه در سرعتهای بالا فیلترهای اینرسی موتور می‌تواند این گشتاور را خنثی کند.

## کاهش گشتاور دندانه‌ای
خلاصه‌ای از روشهای کاهش دهنده گشتاور دندانه‌ای عبارتند از:
- زاویه دار کردن شیارهای داخل سیم پیچ استاتور یا آهنرباها[۳][۴]
- استفاده از fractional slots در هر قطب
- تعدیل شکل موج جریان درایو
- بهینه‌سازی قوس یا عرض

تقریباً همهٔ روشهای بالا همان‌طور که گشتاور دندانه‌ای را کاهش می‌دهند می‌توانند مقداری هم باعث کاهش گشتاور نهایی و مفید موتور بشوند. موتوری که از آهنربای دائمی و بدون شکاف استفاده می‌کند گشتاور دندانه‌ای هم نخواهد داشت.

## موتورهای مدل راه آهن
این مدل موتورها معمولاً در دو قطب آهنربای دائمی در قسمت استاتور و ۳، ۵ یا ۷ قطب در آرمیچر خود دارند تا گشتاور دندانه‌ای را کاهش دهند.

## موضوع مشابه
- ریپل گشتاور